# Angelo Pasquini
Angelo Pasquini (* 1. Mai 1948 in Rom) ist ein italienischer Journalist, Drehbuchautor und Filmregisseur.

## Leben
Pasquini schloss in Literaturwissenschaft ab und arbeitete Mitte der 1960er Jahre für einige Underground-Zeitschriften wie „Zut“ und „A/Traverso“, arbeitete später für „Radio Alice“ und war 1977 Gründer und Mitherausgeber des wöchentlichen Satiremagazins „Il Male“. Ab 1982 schrieb er für zahlreiche Zeitschriften wie „Linus“, „Tango“ und „Nuova Ecologia“85, für den Hörfunk und das Fernsehen. Von 1992 bis 1996 gab er Kurse für Drehbuchautoren am C.S.C. und anderen Ausbildungsstätten, so an der Universität Padua.
Seit 1988 schreibt Pasquini Drehbücher, die von einer profunden Kenntnis des Landes zeugen und in der Darstellung der Realität Humor und Tragik vereinen; darunter gelobte Werke wie Domani accadrà, Il portaborse und Sud. Auch zwei Folgen von Il commissario Montalbano stammen aus seiner Feder. 1997 debütierte er mit Santo Stefano über den Reformator von Gefängnissen als Regisseur. Gerne arbeitet er mit und für Michele Placido. 2013 erhielt er den David di Donatello, das Silberne Band und den Ciak d’oro für das beste Drehbuch zu Roberto Andòs Viva la libertà.

## Filmografie (Auswahl)
- 1988: Von Räubern, Kavalieren und harmonischen Menschen (Domani accadrà)
- 1992: Endstation Mord (Le amiche del cuore)
- 1994: Der Fall Sindona (Un eroe borghese)
- 1997: Santo Stefano (auch Regie)
- 2006: La Terra (La terra)
- 2009: Il grande sogno
- 2013: Viva la libertà